# Ben-wa

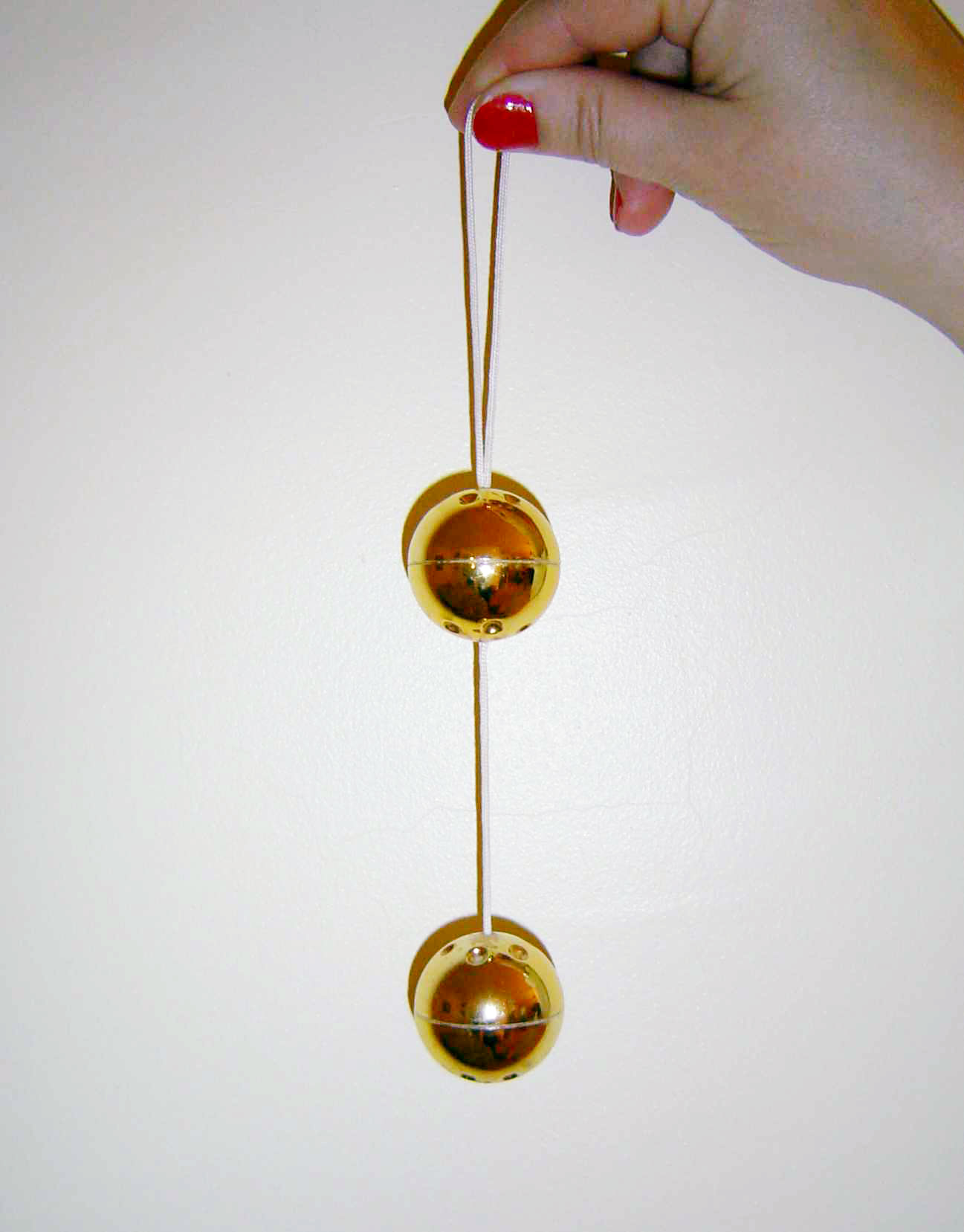
Bolas Ben-wa

Ben-wa são bolas pouco menores que um ovo de galinha médio, normalmente duas ligadas por um cordão, contendo mecanismos e pesos internos que provocam vibrações.
As bolas são introduzidas na vagina, para que a mulher, ao andar com elas, tenha que contrair os músculos da entrada da vagina (Músculo pubococcígeo) para que não saiam, no processo fortalecendo os músculos. Tem a mesma finalidade que os Exercícios Kegel. Isto ajuda a mulher a reduzir a elasticidade da vagina e a recuperar o tónus muscular após o parto.
Podem tambem ser usadas no ânus, tanto por mulheres como por homens.
Podem ser de vários tamanhos, materiais e pesos, havendo já versões que abandonam o tradicional formato de bolas individuais unidas por cordão, adoptando materiais mais seguros, como silicone ou borracha. 